# Oenopota arctica
Oenopota arctica är en snäckart. Oenopota arctica ingår i släktet Oenopota och familjen kägelsnäckor. Inga underarter finns listade i Catalogue of Life.